# Monument 7 juni 1989

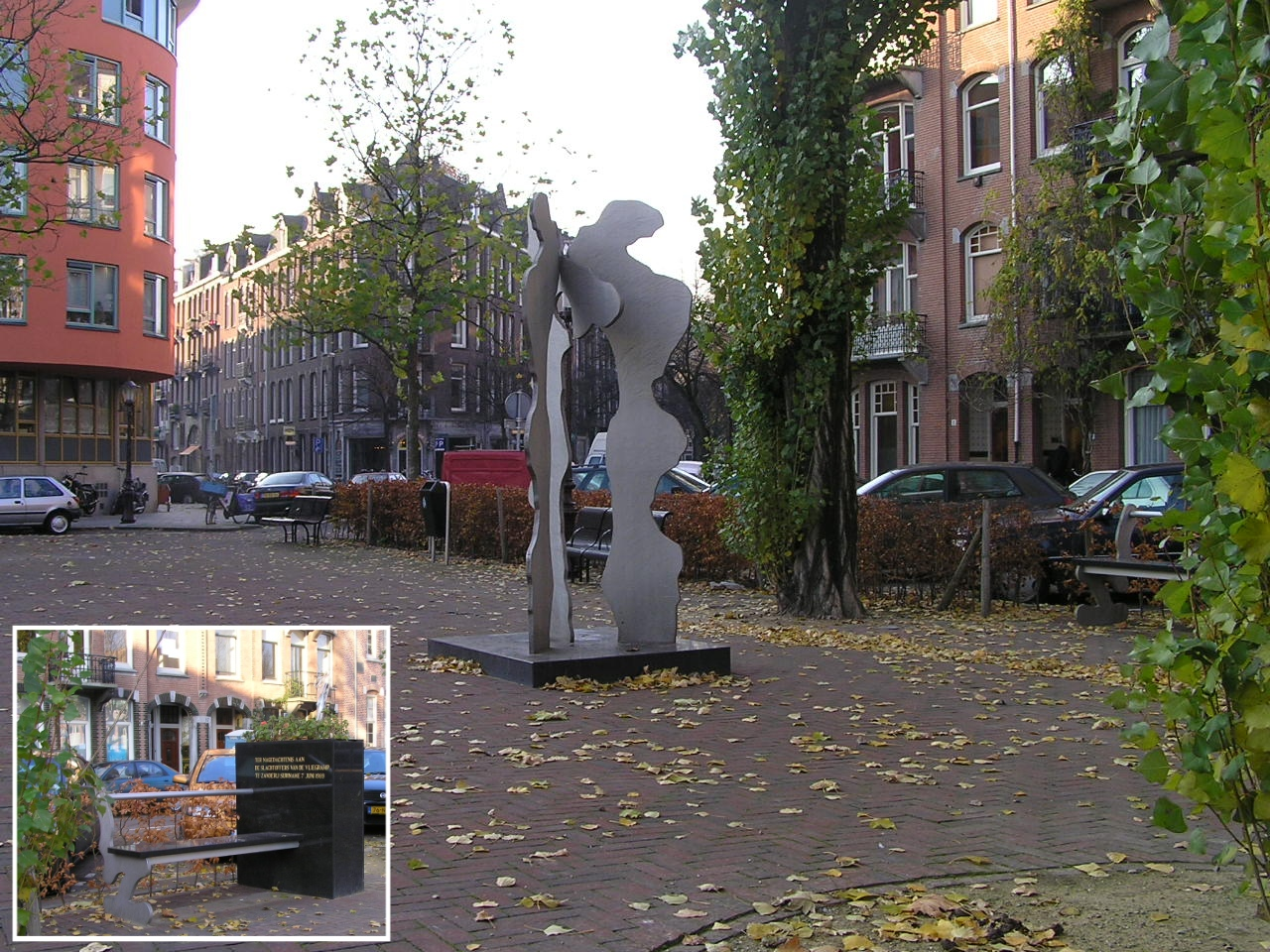
Het monument in Amsterdam.

Het Monument 7 juni 1989 is een monument op de begraafplaats Rusthof aan de Jagernath Lachmonstraat in Paramaribo, Suriname. Het herdenkt de vliegramp van 7 juni 1989 bij Zanderij.
Als kunstenaar wordt Waka Tjopoe opgegeven. Dit is een kunstenaarscollectie die in circa 1983/1984 door René Tosari werd opgericht. Een van de leden was John Djojo die door Jannes H. Mulder en Philip Dikland alleen als de maker wordt opgegeven. Verder kwam het monument inclusief grafkelder tot stand door een ingenieursbedrijf, twee aannemers en een constructiebedrijf.
Het monument vormt een ronde cirkel met daarin de vijfpuntige ster uit de vlag van Suriname. Bij elke punt bevindt zich een grafkelder met een afdeksteen. waarop vier witte zuilen staan, met bovenop elke zuil de beplating van een vliegtuigmotor. Op de zuilen bevinden zich plaquettes met de namen van de slachtoffers.
Een week na de ramp, op 15 juni, gaf Binnenlandse Zaken de opdracht tot de bouw van dit monument, dat binnen voor de 23e afgerond moest zijn: de dag van de uitvaart. De opdracht werd voltooid het ingenieurskantoor van Pronto en aangenomen door Van Kessel en Tjon Kie Sin.
Vandalen vernielden in 2024 de naamplaten van de overledenen. Begin 2025 werd een inzamelingsactie gestart om het monument te herstellen.

## De ramp
Tijdens de ramp stortte een toestel van de Surinaamse Luchtvaart Maatschappij (SLM) bij mist neer op het Johan Adolf Pengel International Airport. Alle negen bemanningsleden en 167 van de 178 passagiers kwamen om het leven. Elf passagiers en een hond overleefden de ramp, de politie gaf de hond de naam Lucky. De SLM-ramp is de grootste vliegtuigramp uit de Surinaamse geschiedenis. 
In het toestel zaten mensen die op familiebezoek gingen of ervan terugkwamen, toeristen, de kawinagroep Draver Boys en 18 voetballers van het Kleurrijk Elftal, van wie drie de ramp overleefden. De ramp vond plaats ten tijde van het honderdjarig bestaan van de Koninklijke Nederlandse Voetbalbond, die daarna alle festiviteiten afgelastte.